# Consonne spirante labio-vélaire nasale
La consonne spirante (ou approximante) labio-vélaire nasale est un type de son consonantique utilisé dans certaines langues orales. Le symbole qui le représente dans l'alphabet phonétique international est ‹ w̃ ›, c'est-à-dire un w avec un tilde. Le symbole équivalent est w~ dans X-SAMPA.
Les spirantes nasales [j̃], [h̃] et [w̃] peuvent être appelées « glissements nasaux » ou « glides nasaux ».

## Utilisation
La consonne spirante labio-vélaire nasale est utilisée en kaingang, parfois en portugais,, en shipibo.

## Sources
- (pt) Leda Bisol, Introdução a estudos de fonologia do português brasileiro, Porto Alegre - Rio Grande do Sul, EDIPUCRS, 2005, 296 p. (ISBN 85-7430-529-4, lire en ligne)
- (en) Madalena Cruz-Ferreira, « European Portuguese », Journal of the International Phonetic Association, vol. 25, no 2,‎ 1995, p. 90–94 (DOI 10.1017/S0025100300005223)
- (pt) Marcelo Pinho de Valhery Jolkesky, « Fonologia e prosódia do Kaingáng falado em Cacique Doble », Anais do SETA, Campinas, Editora do IEL-UNICAMP, vol. 3,‎ 2009, p. 675–685 (lire en ligne)
- Pilar M. Valenzuela, Luis Márquez Pinedo et Ian Maddieson, « Shipibo », Journal of the International Phonetic Association, vol. 31, no 2,‎ 2001, p. 281–285 (DOI 10.1017/S0025100301002109, lire en ligne)